# Testikelcancer
Testikelcancer är en relativt ovanlig form av cancer. Den drabbar vanligen män mellan 20 och 40 år, i sällsynta fall även män över 50 år. Varje år drabbas cirka 300 män i Sverige. 
95% av de personer som har diagnostiserats med testikelcancer botas för gott. Det vanligaste tecknet på sjukdomen är att en testikel har svullnat eller blivit större. Andra vanliga symptom är ömhet, värk, tyngdkänsla och en diffus obehagskänsla från testikeln. Gynekomasti (bröstförstoring hos män, visar sig ofta som en knöl i bröstet) kan också vara ett symptom.  
Sjukdomsorsaken är för närvarande inte känd men testikelcancer förekommer oftare hos män vars testiklar inte har glidit på plats i pungen. Om personer i släkten har haft testikelcancer är risken att drabbas större.
Det finns två olika typer av testikelcancer, seminom, som oftast drabbar män i 30–45-årsåldern, och icke-seminom, som oftast drabbar män mellan 20 och 30 år. Icke-seminomtestikelcancer sprider sig och växer relativt snabbt.